# زیردریایی یو-۴۸۶
زیردریایی یو-۴۸۶ (به انگلیسی: German submarine U-486) یک زیردریایی بود که طول آن ۶۷٫۱ متر (۲۲۰ فوت ۲ اینچ) بود. این زیردریایی در سال ۱۹۴۴ ساخته شد.